# Вытеснение
Вытесне́ние (подавле́ние, репре́ссия) — один из механизмов психологической защиты в психодинамическом направлении психологии. Заключается в активном, мотивированном устранении чего-либо из сознания. Обычно проявляется в виде немотивированного забывания или игнорирования.
Как защитный механизм, вытеснение направлено на минимизацию отрицательных переживаний за счёт удаления из сознания того, что эти переживания вызывает. Удалённые из сознания, эти элементы, однако, не пропадают из памяти (человек легко вспоминает их под гипнозом, который, впрочем, не переносит их из бессознательного в сознание) и не перестают влиять на поведение человека и его сны. Первым вытеснение описал Зигмунд Фрейд, считавший его основным механизмом формирования бессознательного. По его словам, «…судьба импульса влечения может быть определена так, что он наталкивается на сопротивление, которое хочет сделать его недейственным. Тогда при определённых условиях он приходит в состояние вытеснения». Тем не менее на начальном этапе Фрейд выделял только этот защитный механизм и относил к нему всё, что человек целенаправленно переносит из сознания в бессознательное.
На бытовом уровне вытеснение может быть легко обнаружено. Например, мы говорим: «я смотрю телевизор, чтобы забыться, чтобы не думать о плохом», «я пошла на концерт, чтобы отвлечься», «для того чтобы отвлечься, мне нужно сменить обстановку» и так далее. Также в последнее время в обиход вошло выражение «оговорка по Фрейду», обозначающее оговорку, сделанную в результате влияния неосознаваемых, удалённых из сознания мотивов.

## Теория Фрейда
Во врачебной практике Зигмунда Фрейда однажды наступил период, когда он решил отказаться от использования гипноза в связи с его низкой эффективностью и крайне трудоёмким процессом пробуждения воспоминаний у пациентов. Довольно тяжёлые попытки по возвращению памяти пациентам натолкнули Фрейда на мысль, что «…есть какая-то сила, которая не позволяет воспоминаниям стать осознанными и заставляет их оставаться в области бессознательного … что, в свою очередь, подразумевает некую патологическую природу возникновения подобных блоков. Этому гипотетическому механизму я дал название — репрессия». Позднее Фрейд назвал теорию репрессий «…краеугольным камнем, на котором держится вся структура психоанализа».
Многие ранние концепции Фрейда были разработаны под руководством его наставника Йозефа Брейера. Кроме того, сам Фрейд отмечал вклад в понимание такого явления, как вытеснение, немецкого писателя и философа Артура Шопенгауэра ещё в 1884 году. Помимо прочих, Фридрих Гербарт, психолог и основатель педагогики, чьи идеи нашли своё отражение в трудах Фрейда, и имевший сильное влияние на Теодора Мейнерта — учителя Фрейда по психиатрии, использовал этот термин в своей статье 1842 года о бессознательных идеях, конкурирующих за то, чтобы попасть в область сознания.

#### Этапы
Фрейд писал, что «…есть основания полагать, что существует „первичная репрессия“ (первовытеснение) — первая фаза репрессии, которая заключается в недопущении в сознание психическое представительство влечения», а также «… „вторичная репрессия“ (послевытеснение/послеподавление), собственно репрессия, которая касается психических дериватов (производных, происшедших из чего-либо ранее существовавшего) вытесненного представления, связанного с влечением, или же мыслей, происходящих из других источников, но ассоциативно связанных с этими представлениями».
В первичной фазе репрессии, по мнению Фрейда, «…весьма вероятно, что причиной немедленного вытеснения как одного из типа репрессий являются количественные факторы, такие как ранние вспышки тревоги, имеющие весьма интенсивный вид». Так, например, ребёнок понимает, что действия в угоду желанию могут принести беспокойство, это бросает его в смятение, и тревога непосредственно приводит к вытеснению желания. Если же существует некая угроза наказания для ребёнка, то связанная с этой формой тревога преобразуется в сверх-Я, которое препятствует возникновению желания субъекта, подчинённого гедонистическим принципам. В связи с этим Фрейд предположил, что «…вероятно, возникновение подобного сверх-Я, позволяет провести разграничительную линию между первовытеснением и послеподавлением».

#### Терапия
Аномалии вытеснения, по определению самого Фрейда, возникают, когда репрессия развивается под влиянием сверх-Я и интернализированного чувства тревоги, и, таким образом, приводит к нелогичным поступкам индивида, саморазрушению и антисоциальному поведению в целом (см. Невроз). При проведении терапии психотерапевт может попытаться смягчить эту проблему путём выявления и повторного приведения вытесненных аспектов психических процессов пациента к их осознанности, то есть «взять на себя роль и посредника и миротворца … поднять вытесненное».

## Развитие теории
- Отто Фенихель[англ.] писал в трудах, что «…если исчезновение осознанной исходной цели называется репрессией, то любая сублимация также является репрессией[13]».
- Жак Лакан подчёркивает роль символа вытеснения: «…первичная репрессия является символом вытеснения[14]».
- В рамках семейной психотерапии было исследовано, как запреты внутри семьи приводят к появлению различных вытеснений у членов семьи[15].